# Ryska statsbiblioteket

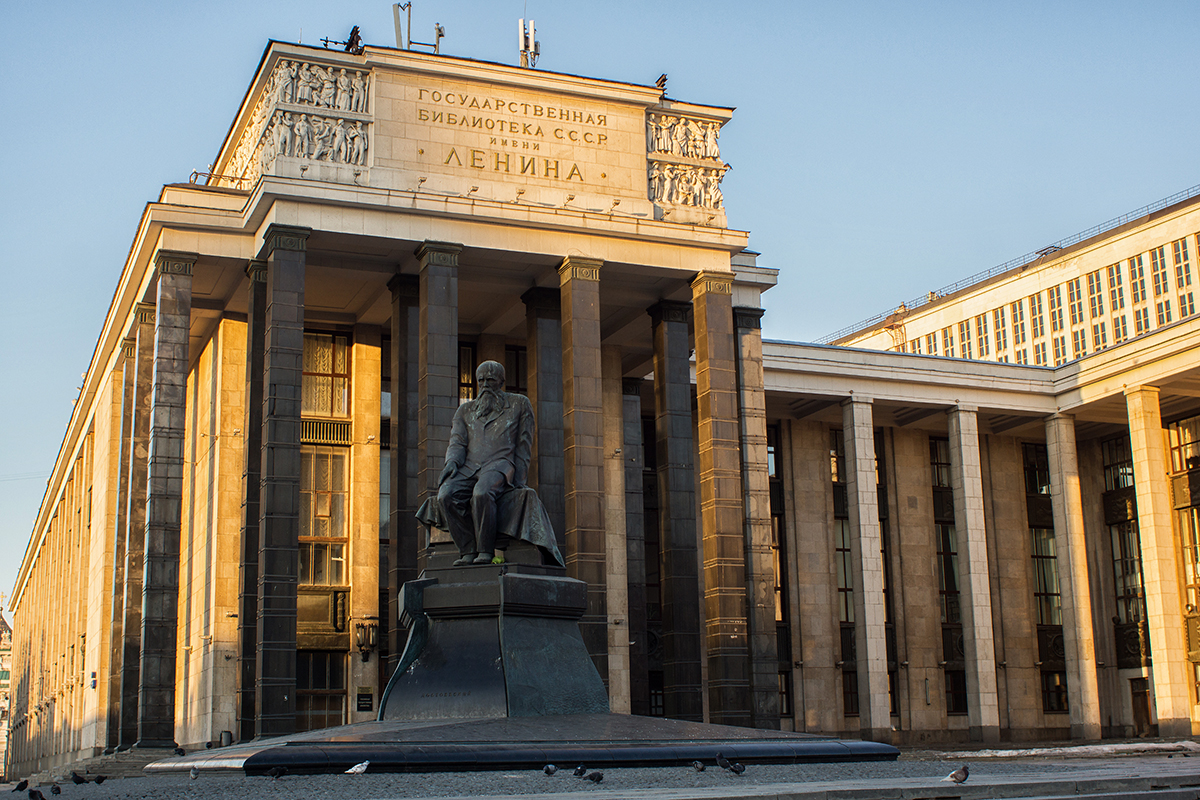
Ryska statsbibliotekets huvudbyggnad; i förgrunden en staty av Dostojevskij.

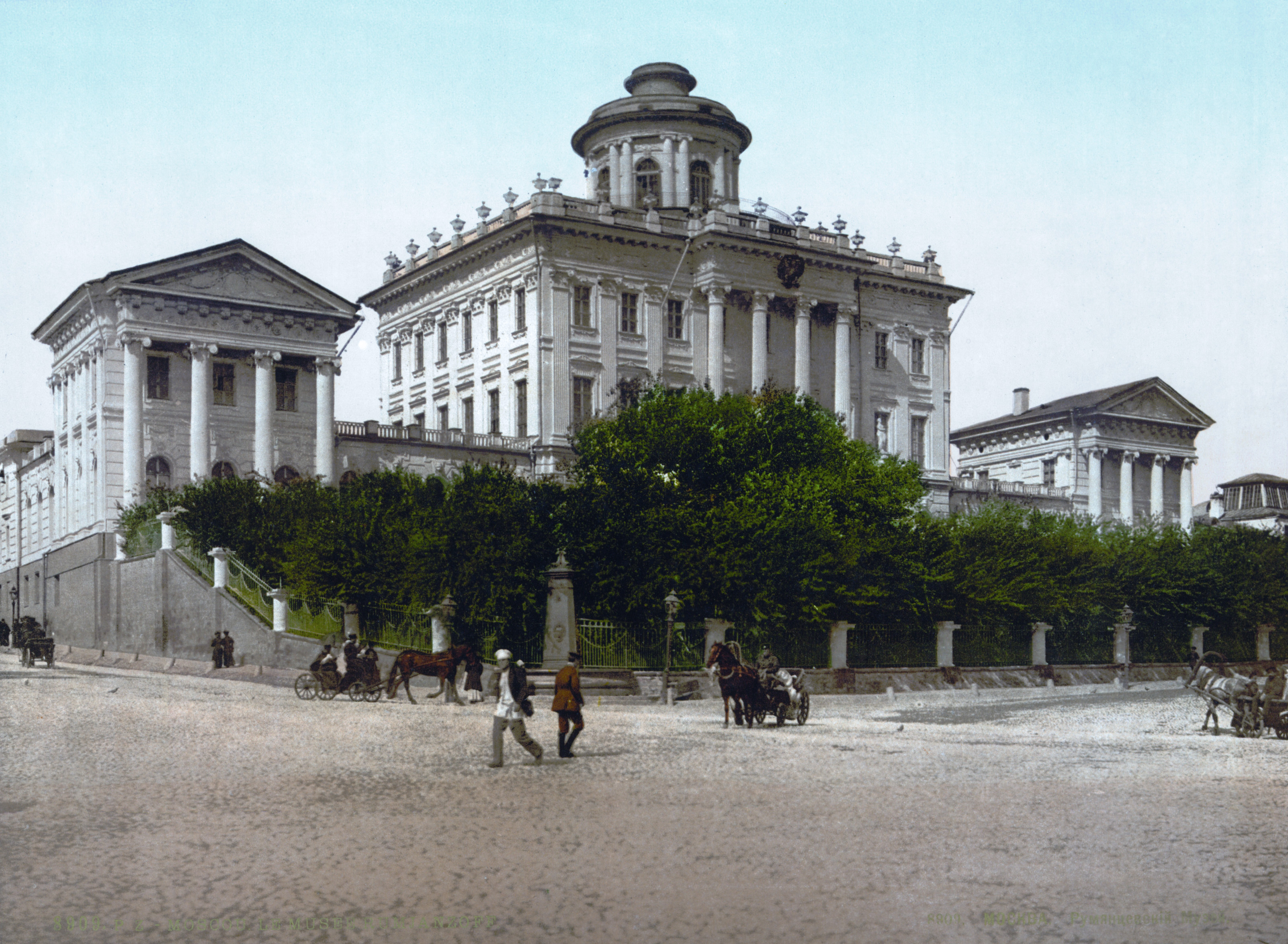
Ryska statsbibliotekets gamla byggnad, belägen vid Kreml.

Ryska statsbiblioteket (på ryska Российская государственная библиотека) är ett av världens största bibliotek och Rysslands nationalbibliotek, beläget i Moskva. Det ska inte förväxlas med Ryska nationalbiblioteket i Sankt Petersburg.
Biblioteket grundades 1 juli 1862 av greve Nikolaj Rumjantsev som Moskvas första offentliga bibliotek, tillhörande två av stadens museer. Mellan 1925 och 1991 kallades det Leninbiblioteket. Mellan 1922 och 1991 deponerades minst ett pliktexemplar av varje i Sovjetunionen utgiven bok till biblioteket.
Bibliotekets samlingar omfattar 275 tusen hyllmeter med 42 miljoner volymer på 247 olika språk, varav 17 miljoner böcker, 13 miljoner tidskrifter, 350 tusen noter och fonogram och 150 tusen kartor. 29 procent av samlingarna utgörs av utländskt material.
Utanför bibliotekets huvudentré finns ett monument tillägnat Fjodor Dostojevskij.